# Gaia Corona
Gaia Corona est une corona, formation géologique en forme de couronne, située sur la planète Vénus par 6° N et 21,5° E. Elle est localisée dans le quadrangle de Sappho Patera. Elle a été nommée en référence à Gaia, déesse grecque de la terre et de la fertilité. 

## Géographie et géologie
Gaia Corona couvre une surface circulaire d'environ 400 km de diamètre. Cette formation fait partie des 59 coronae de plus de 400 km de diamètre sur la surface de Vénus.